# Мачоган Ігор Петрович
Ігор Петрович Мачоган (нар. 3 березня 1970, Стрий, Львівська область, УРСР) — радянський та український футболіст, захисник.

## Життєпис

### Початок кар'єри
Ігор Мачоган народився 3 березня 1970 року в місті Стрий, Львівська область. Вихованець місцевої ДЮСШ. У радянський період своєї кар'єри виступав в місцевому аматорському клубі «Машинобудівник». У 1992 році перейшов до місцевої «Скали», яка того сезону мала дебютувати в Першій лізі чемпіонату України. Перший поєдинок у футболці стрийського клубу зіграв 28 березня 1992 року в переможному (3:2) виїзному поєдинку 4-го туру підгрупи 2 проти донецького «Шахтаря-2». Ігор вийшов у стартовому складі та відіграв увесь матч. Дебютним голом у футболці стрийчан відзначився 8 квітня 1992 року на 68-й хвилині переможного (2:0) домашнього поєдинку 7-го туру підгрупи 2 проти павлоградського «Шахтаря». Мачоган вийшов на поле в стартовому складі та відіграв увесь матч. Загалом у складі «Скали» в чемпіонатах України зіграв 101 матч та відзначився 4-ма голами, ще 5 поєдинків провів у кубку України.

### «Карпати» та «Ворскла»
Напередодні початку сезону 1994/95 років перейшов до вищолігових львівських «Карпат». У «вишці» в складі львів'ян дебютував 27 липня 1994 року в програному (0:3) виїзному поєдинку 3-го туру проти донецького «Шахтаря». Ігор вийшов на поле в стартовому складі та відіграв увесь матч. Після цього зіграв ще 2 поєдинки в футболці «зелено-білих» і в середині серпня того ж року перейшов до іншої «зелено-білої» команди, полтавської «Ворскли». Дебютував у складі полтавчан 17 серпня 1994 року в програному (1:3) виїзному поєдинку 4-го туру Першої ліги проти кіровоградської «Зірки-НІБАС». Мачоган вийшов на поле на 80-й хвилині, замінивши Олега Слободського. Дебютним голом у футболці «Ворскли» відзначився 5 вересня 1994 року на 20-й хвилині переможного (1:0) виїзного поєдинку 1/32 фіналу кубку України проти кременчуцького «Нафтохіміка». Ігор вийшов на поле в стартовому складі та відіграв увесь матч. Дебютним голом у складі полтавчан у першій лізі відзначився 11 жовтня 1994 року на 4-й хвилині переможного (3:2) домашнього поєдинку 14-го туру проти чернівецької «Буковини». Мачоган вийшов на поле в стартовому складі, відіграв увесь поєдинок, а на 51-й хвилині отримав жовту картку. Саме в Полтаві Ігор провів більшу частину своєї ігрової кар'єри. Загалом у складі «Ворскли» в чемпіонатах України зіграв 194 матчі та відзначився 4 голами, ще 21 матч (1 гол) провів у кубку України та 10 матчів у єврокубках. Також у 1997—2001 роках захищав кольори друголігового фарм-клубу полтавчан, «Ворскли-2» (30 матчів, 3 голи). При чому в останні роки свого перебування в Полтаві грав, в основному, саме за «Ворсклу-2».

### «Прикарпаття», «Полісся» та «Газовик-Скала»
Під час зимової перерви сезону 2001/02 років перейшов до складу першолігового івано-франківського «Прикарпаття». Дебютував у складі івано-франківської команди 14 березня 2002 року в нічийному (0:0) виїзному поєдинку 18-го туру проти СК «Миколаєва». Мачоган вийшов у стартовому складі та відіграв увесь матч. Загалом у складі «прикарпатців» зіграв 17 матчів.
Напередодні початку сезону 2002/03 років перейшов до складу житомирського «Полісся». Дебютував у складі житомирян 2 серпня 2002 року в програному (1:2) виїзному поєдинку 5-го туру першої ліги чемпіонату України проти алчевської «Сталі». Ігор вийшов у стартовому складі, відіграв увесь матч, а на 37-й хвилині отримав жовту картку. Дебютним голом у складі житомирського клубу відзначився 10 серпня 2002 року на 15-й хвилині переможного (3:1) виїзного поєдинку 1/32 фіналу кубку України проти долинського «Нафтовика». Мачоган вийшов у стартовому складі, відіграв увесь матч, а на 70-й хвилині отримав жовту картку. Єдиним голом у складі житомирського колективу в Першій лізі відзначився 14 березня 2003 року на 23-й хвилині переможного (2:1) домашнього поєдинку 18-го туру проти сумського «Спартака». Ігор вийшов на поле в стартовому складі та відіграв увесь матч. Загалом у футболці «Полісся» в першій лізі зіграв 46 матчів та відзначився 1 голом, ще 4 матчі (1 гол) провів у кубку України.
Під час зимової перерви сезону 2003/04 років залишив Житомир та повернувся до Стрия, де підписав контракт з місцевим «Газовиком-Скалою». Дебютував у складі «Газовика» 28 березня 2004 року в нічийному (0:0) виїзному поєдинку 16-го туру групи «А» другої ліги проти рівненського «Вереса». Мачоган вийшов на поле в стартовому складі та відіграв увесь матч. У футболці «Газовика-Скали» зіграв 12 матчів.

### Виступи на аматорському рівні
Сезон 2003/04 років став останнім для Ігоря в його кар'єрі професіонального футболіста. В сезоні 2005 року захищав кольори аматорської дрогобицької «Галичини». У 2010 році захищав кольори клубу «Матриця» (с. Добряни), а в 2011 році зіграв 6 матчів у складі ФК «Миколаєва».

## Досягнення
- Вища ліга чемпіонату України
  -  Бронзовий призер (1): 1996/97

- Перша ліга чемпіонату України
  -  Чемпіон (1): 1995/96